# 今橋站
今橋站（日语：／ Imabashi eki */?）是一個位於日本香川縣高松市、屬於高松琴平電氣鐵道（琴電）志度線的鐵路車站，車站編號為S01。平日早上有站員駐守，旁邊即為志度線列車停泊、維修及保養事宜的「今橋工場」。
是琴電制度下的「途中下車指定站」。

## 車站結構

### 站房
設有由木材所建成的兩層高站房1座，地下為公共空間，2樓為站內業務用途，不對外開放。

### 月台配置
建有側式月台2個。
列車進站方式與其餘交換車站不相同，列車採用右側入線，因此最近站房的為下行月台，靠近今橋工場的為上行月台。
1號月台是進出今橋工場時的中轉月台，當列車由工場駛出時，會先由「第2今橋構內平交道」出發，到達下一個「第1松島平交道」後前停車，然後倒車進入1號月台，通過後，再後退至「第1今橋構內平交道」後停車，然後按需要繼續前往至瓦町總站、或是再前行駛進至2號月台後向志度方向前進，入站時亦然。
| 月台 | 路線     | 方向 | 目的地             | 備註 |
| ---- | -------- | ---- | ------------------ | ---- |
| 1    | ■ 志度線 | 上行 | 瓦町方向           |      |
| 2    | ■ 志度線 | 下行 | 大町、琴電志度方向 |      |

## 歷史
- 1911年11月18日：隨東讚電氣軌道本站～志度站開通而開業[1]，並設立了「今橋工場」。
- 1969年：工場遷移至瓦町，瓦町檢車區成立，今橋工場關閉。
- 1978年：瓦町檢車區遷移回本址，並重設今橋檢車區。
- 2020年：

- 4月1日：降為終日無人化車站。
- 7月1日：重新於平日早上7時15分至10時30分設置站員當值。

## 使用狀況
| 1日上落人數推斷 | 1日上落人數推斷 |
| 年度            | 1日平均人數     |
| --------------- | --------------- |
| 2011            | 717             |
| 2012            | 762             |
| 2013            | 809             |
| 2014            | 884             |
| 2015            | 753             |
| 2016            | 740             |
| 2017            | 704             |
| 2018            | 658             |
| 2019            | 639             |
| 2020            | 492             |
| 2021            | 492             |
| 2022            | 544             |

## 相鄰車站
高松琴平電氣鐵道（琴電）
■志度線
瓦町 (S00) - 今橋 (S01) - 松島二丁目 (S02)

## 外部連結
- 高松琴平電鐵今橋站資訊 （页面存档备份，存于）（日語）